# وسترویل (نبراسکا)
وسترویل(به انگلیسی: Westerville) شهری در ایالت نبراسکا کشور ایالات متحده آمریکا است که جمعیت آن در سرشماری سال ۲۰۱۰ میلادی، ۳۹ نفر بوده‌است.